# Joost (Tom Poes-stripfiguur)
Joost is een van de vaste personages uit de Nederlandse stripreeks Tom Poes, bedacht en voor het eerst getekend door Marten Toonder. Hij heeft de gedaante van een labrador. Hij oefent het beroep van butler uit op Bommelstein, het kasteel van Heer Bommel. 

## Oorsprong
In het verhaal De reuzenvogel is sprake van meerdere bedienden op Bommelstein, die op dat moment vakantie hebben.
Joost doet zijn intrede in het verhaal De zieke hertog uit 1942. In dat verhaal is hij nog een tamelijk stijve lakei, die dan geruisloos bij Heer Bommel in dienst getreden is. Later verandert Joost in de goedmoedige en trouwe bediende, al uit zich dat overigens vooral wanneer zijn werkgever, die hij steevast 'Heer Olivier' noemt, in de buurt is. Tijdens diens afwezigheid wil hij zich immers nog weleens vergrijpen aan de oude port en de sigaren van zijn baas, en het huishouden op zijn beloop laten. 

## Kenmerken
Bijgeloof en de waarde die hij hecht aan alle gangbare bakerpraatjes en -versjes zijn ook kenmerkend voor Joost. Hiermee beïnvloedt hij vaak Heer Bommel, waarna Tom Poes met zijn nuchtere kijk en slimme listen de redding moet brengen.
Joost is een verstokt vrijgezel. Hij heeft een tante Melisse en een zwager die aannemer is. Een andere zwager werkt bij de gemeente. Een achterneefje woont circa 2 km ten oosten van het slot Bommelstein aan het Molenpad. In de latere verhalen is hij weleens te betrappen met een bardame uit een hotel in Rommeldam. In zijn jeugd heeft hij bij een station gewoond.
De trouw van Joost is bijna spreekwoordelijk, maar hij werkt wel graag voor een 'heer van stand', zoals Heer Bommel zich graag profileert. Als Heer Bommel in een aantal verhalen door omstandigheden van zijn voetstuk valt of de vreemdste capriolen uithaalt, is het voor Joost niet meer van waarde om zijn diensten nog langer aan te bieden, maar hij komt daar uiteindelijk altijd op terug. Ook behandelt Joost, ondanks zijn doorgaans onderdanige houding, van zijn kant zijn broodheer een enkele keer vanuit de hoogte, vooral wanneer de salarisbetaling of de later verworven wekelijkse vrije middag in het geding komt. Hij gaat er meer en meer toe over de krant gelezen aan zijn werkgever aan te bieden, hetgeen soms bepaald verkeerd valt. 
Zijn spaarcenten stopt hij in "stukjes", aandelen, die door manipulaties van zijn werkgever vaak hun waarde verliezen.
Joosts kookkunsten staan niet ter discussie. Zelfs een 'eenvoudige doch voedzame maaltijd' is doorgaans tafelvullend en besluit dan ook enkele tientallen verhalen.

## Rol in de verhalen
In de meeste Tom Poes-verhalen speelt Joost slechts een bijrol, of hij verschijnt alleen helemaal aan het eind kort in beeld. Enkele verhalen draaien echter geheel of grotendeels om hem, zoals de ballonstrip De tik van Joost (1965). Zijn eerste aangekondigde, maar snel weer ingetrokken ontslag is in Het wegwerk (1950). In De wenswerkster (1953) krijgt Joost ontslag, maar wordt aan het slot weer in dienst genomen. Ook in De dienmachien (1963) neemt Joost ontslag, omdat een automaat al zijn vaste taken overneemt.

## Bekende uitspraken
- "Met Uw welnemen/goedvinden."
- "Als ik zo astrant/vrij mag zijn."
- "Als ik mij verstouten mag."
- "Als U mij wilt verschonen."
- "Als U mij toestaat."
- "Het is allemaal zeer betreurenswaardig." (soms gevolgd door "met Uw welnemen")
- "In dat geval zie ik mij genoodzaakt om U mijn ontslag aan te bieden."

Enkele van deze uitspraken hebben het gebracht tot titels van de verzamelpockets van De Bezige Bij.

## Trivia
- In Panda, een andere langlopende reeks van de Toonder Studio's, heeft de hoofdpersoon Panda ook een trouwe butler in de vorm van een hond, en zijn naam is Jollipop. Ook deze neemt soms ontslag en keert later terug.